# Pholidota katakiana
Pholidota katakiana là một loài thực vật có hoa trong họ Lan. Loài này được Phukan miêu tả khoa học đầu tiên năm 1996.